# قاسم‌کندی (کلیبر)
قاسم‌کندی یکی از روستاهای استان آذربایجان شرقی است که در دهستان مولان بخش مرکزی شهرستان کلیبر واقع شده‌است.